# Mbuye
Mbuye är en kommun i Burundi. Den ligger i provinsen Muramvya, i den centrala delen av landet, 50 kilometer öster om Burundis största stad Bujumbura.